# Нижний Рейн (провинция)
Великое герцогство Нижний Рейн (нем. Großherzogtum Niederrhein) — одна из десяти провинций, образованных в Пруссии в 1815 году после Венского конгресса. Столица — город Кобленц. В 1822 году была упразднена и вместе с провинцией Юлих-Клеве-Берг образовала новую укрупнённую Рейнскую провинцию.

## История
В 1815 году по итогам Венского конгресса по окончании освободительных войн территория королевства Пруссия была значительно увеличена. В 1815/1816 годах для лучшей организации многочисленных вновь приобретённых земель в Пруссии было введено провинциальное деление. В числе десяти созданных были и две рейнских провинции — Нижний Рейн со столицей в Кобленце и Юлих-Клеве-Берг со столицей в Кёльне. В состав Нижнего Рейна вошли расположенные к западу и югу от Кёльна территории: бывшее Трирское курфюршество, части Люксембургского и Лимбургского герцогств, графства Мандершайд, частично регионы Мальмеди и Пфальца и часть герцогства Юлих (включая сам город Юлих) и другие небольшие владения.
Почти с самого начала образования обе провинции, Нижний Рейн и Юлих-Клеве-Берг, назывались «рейнскими провинциями». В июне 1822 года произошло их официальное объединение в новую Рейнскую провинцию.

## Административное устройство
На территории провинции существовало три административных округа:
1. Административный округ Трир, центр — Трир
2. Административный округ Аахен[нем.], центр — Аахен
3. Административный округ Кобленц[нем.], центр — Кобленц

## Обер-президенты
Пост обер-президента введён в Пруссии, согласно указу от 30 апреля 1815 года об улучшении провинциального управления в Пруссии (нем. Verordnung wegen verbesserter Einrichtung der Provinzial-Behörden). Провинция Нижний Рейн за её недолгую историю имела двух обер-президентов.
| Годы      | Обер-президент       |
| --------- | -------------------- |
| 1815—1816 | Йохан Аугуст Закк    |
| 1816—1822 | Карл фон Ингерслебен |

В 1822 году объединённую Рейнскую провинцию также возглавил Карл фон Ингерслебен.